# 上阿瓜达
上阿瓜达是葡萄牙阿威罗区的一个堂区。总面积27.55平方公里，总人口3 952人，人口密度143.4人/平方公里。